# Wyspa Halla
Wyspa Halla (ros. Остров Галля) – wyspa położona w rosyjskim archipelagu Ziemi Franciszka Józefa, na Morzu Arktycznym. Powierzchnia 1049 km². Ma charakter wyżynny, z wysokościami do 502 m n.p.m.
Wyspa jest prawie całkowicie pokryta lodowcem. Stosunkowo duże obszary wolne od lodu stałego znajdują się tylko na jego południowym krańcu, na dwóch przylądkach: Tegetthoff i Litowa. Jest jedną z największych wysp archipelagu. Z południowo-wschodniej strony wyspy znajduje się zatoka Hydrografów. Ze względu na surowe warunki wyspa nie jest zamieszkana przez człowieka.
Wyspa została nazwana na cześć amerykańskiego arktycznego odkrywcy Charlesa Francisa Halla. Została odkryta 30 sierpnia 1873 roku przez austro-węgierską wyprawę arktyczną na statku "Admiral Tegetthoff", dowodzoną przez Karla Weyprechta.